# 道路交通标线

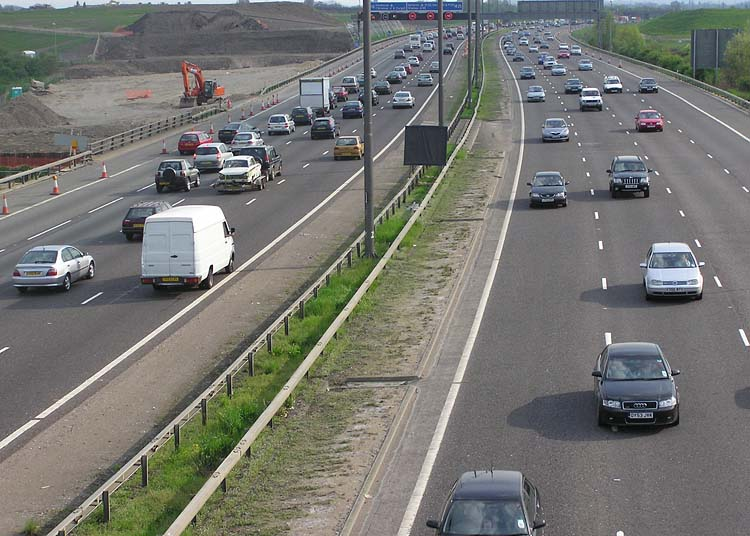
高速公路上的汽车根据虚线在车道内行驶，但也可以在合适的时机变更车道

道路交通标线是交通术语，包括道路路面上的线条、箭头、文字、立面标记、突起路标，以及埋设路面内和道路旁边的轮廓标等标志。
道路的指示标线，包括道路面中心线，车行道分界线等；禁止标线包括不可超车的黄色双实线，禁止变换车道线等；另外还有警告标线用来提示司机车道数减少，路宽减少等。路边丝轮廓标（delineater）则为道路两旁提示行车距离和里程的反光柱状标志。
如今，道路標記用於向駕駛員傳達一系列訊息，涵蓋導航、安全和執法問題，從而將其用於先進駕駛員輔助系統中的道路環境理解以及考慮未來在自動駕駛道路車輛中的使用。

## 外部連接
- U.S. Federal Highway Administration—Learn About Pavement Markings （页面存档备份，存于）